# Збинка
Збинка — річка у Іванківському районі Київської області, права притока Болотної (басейн Дніпра).

## Опис
Довжина річки приблизно 4,5 км км. Висота витоку над рівнем моря — 160 м, висота гирла — 148 м, спад річки — 12 м, похил річки — 2,67 м/км.

## Розташування
Бере початок на східній строні від села Термахівки. Тече на схід і на північній околиці села Обуховичі впадає в річку Болотну, ліву притоку Тетерева.